# Ткаченко Остап Якович
Остап Якович Ткаченко  — радянський діяч, відповідальний секретар Чернігівського та Шевченківського окружних комітетів КП(б) України. Кандидат у члени ЦК КП(б)У в листопаді 1927 — 14 липня 1928 року. Член ВУЦВК.

## Життєпис
Член РСДРП(б) з 1917 року.
У березні 1923—1924 роках — відповідальний секретар Чернігівського окружного комітету КП(б) України.
Потім працював в Черкаському окружному комітеті КП(б)У.
У 1926 — березні 1928 року — відповідальний секретар Шевченківського (Черкаського) окружного комітету КП(б) України.